# Two California Plaza
Two California Plaza — небоскрёб высотой 229 метров, расположенный в районе Банкер-Хилл, Лос-Анджелес. Является частью проекта «California Plaza», включающего небоскрёбы One California Plaza и Two California Plaza. В здании располагается музей современного искусства Лос-Анджелеса, художественная школа Колберн, отель «Омни».

## Описание и история
Площадь служебных помещений небоскрёба равна 123,542 м². Башни были разработаны архитектором Артуром Эриксоном. Проект, рассчитанный на десять лет, обошёлся в 1,2 миллиарда долларов. Строительство первой башни началось в 1983 году, строительство второй завершено в 1992 году. Из-за спада спроса на рынке недвижимости первоначально башня была сдана в аренду на 30 %.
Первоначально проект предусматривал возведение трёх башен вместо двух. Третья башня должна была быть высотой в 65 этажей, и располагаться на 4 улице, напротив штаб-квартиры «Metropolitan Water District’s». Часть расходов на строительство взяла на себя «Ассоциация Банкер-Хилл», которая получила в пользование 4,5 гектара общественной земли.
Является 3-м по высоте зданием Лос-Анджелеса, 5-м по высоте зданием Калифорнии и 75-м по высоте в США.